# 堤町 (桐生市)
堤町（つつみちょう）は、群馬県桐生市の町名である。一丁目から三丁目が設置されている。郵便番号は376-0042。

## 地理
桐生市の中部、吾妻山の南麓に位置する。末広町・宮前町・巴町・元宿町とともに桐生市第八区に属する。
東北部は宮本町に、東部は小曽根町に、東南部は宮前町に、南部はJR両毛線・わたらせ渓谷線を境として元宿町に、西南部は渡良瀬川を挟んで相生町に、西北部は川内町にそれぞれ接する。
東部が一丁目、中部が二丁目、西部が三丁目となっている。一丁目に水道山記念館と水道山配水池、二丁目に白髭神社と常薫寺、三丁目に青葉台団地と聖フランシスコ修道院がある。
町内北部は山地によって占められ、南部に群馬県道3号前橋大間々桐生線・群馬県道342号川内堤線が通じている。渡良瀬川に架かる赤岩橋によって相生町と、小倉新道によって川内町と結ばれる。
JR両毛線・わたらせ渓谷鐵道と上毛電気鉄道との間に丸山がある。その北麓に上毛線の丸山下駅があり、東麓に白髭神社が鎮座する。

## 歴史
かつての堤村にあたる。1873年（明治6年）に、今泉村、堤村、本宿村、村松村が合併して安楽土村となる。
1889年（明治22年）の町村制施行により、桐生新町、新宿村、安楽土村、下久方村、上久方村平井が合併して桐生町が発足、安楽土村は桐生町の大字の一つとなる。1921年（大正10年）の市制施行を経て、1929年（昭和4年）に大字が廃止され、旧堤村にあたる地域が東堤町・西堤町となる。その後住居表示に伴う町名変更によって現在の町名である「堤町」となった。

## 世帯数と人口
2017年（平成29年）8月31日現在の世帯数と人口は以下の通りである。
| 丁目       | 世帯数    | 人口    |
| ---------- | --------- | ------- |
| 堤町一丁目 | 555世帯   | 1,132人 |
| 堤町二丁目 | 269世帯   | 548人   |
| 堤町三丁目 | 495世帯   | 979人   |
| 計         | 1,319世帯 | 2,659人 |

## 小・中学校の学区
市立小・中学校に通う場合、学区は以下の通りとなる。
| 丁目       | 番地 | 小学校           | 中学校             |
| ---------- | ---- | ---------------- | ------------------ |
| 堤町一丁目 | 全域 | 桐生市立西小学校 | 桐生市立中央中学校 |
| 堤町二丁目 | 全域 | 桐生市立西小学校 | 桐生市立中央中学校 |
| 堤町三丁目 | 全域 | 桐生市立西小学校 | 桐生市立中央中学校 |

## 交通

### 鉄道
町内に上毛電気鉄道上毛線丸山下駅がある。

### 道路
群馬県道3号前橋大間々桐生線が通過。

## 施設

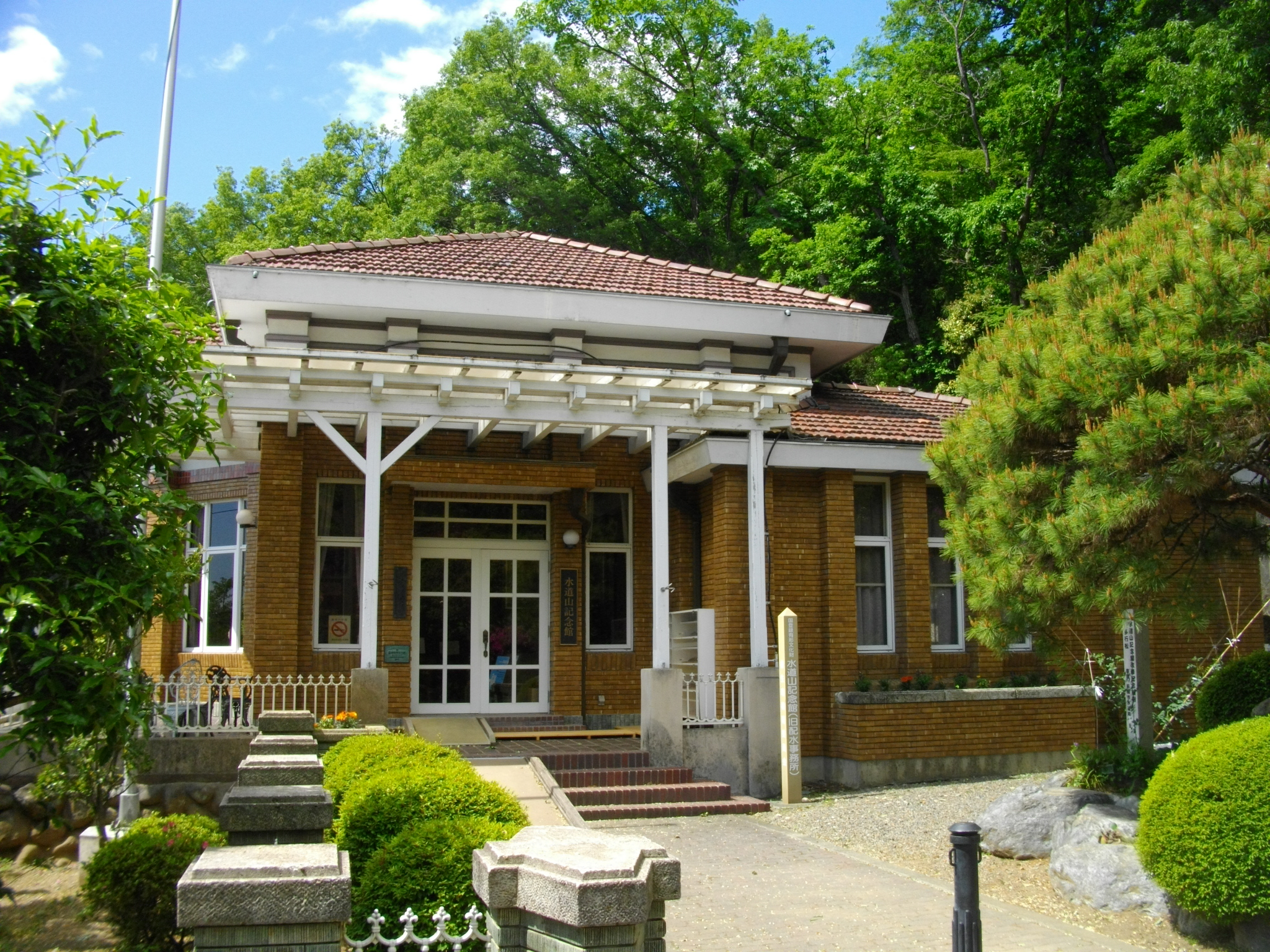
水道山記念館

- 水道山記念館
- 白髭神社
- 常薫寺
- 青葉台団地
- フランシスコの家

## 避難所
当町に桐生市から指定された指定緊急避難場所、指定避難所はない。